# Wołodymyr Biernacki
Wołodymyr Biernacki (ur. 8 czerwca 1938 w Sośnicy w obwodzie czernihowskim, zm. 20 czerwca 2019 w Połtawie) – ukraiński artysta, malarz, graphic designer.

## Życiorys
Ukończył Ukraiński Instytut Poligraficzny Fiodorowa (1969, cl. A. Popov, J. Gapon).
W latach 1964-1974 artysta był projektantem NDIHimmash (Połtawa). Brał udział w lokalnych wystawach (od 1978) i oraz w wystawach na terenie Unii Europejskiej (od 1982). Personal - w Połtawa (1999, 2002). Pracuje w dziedzinie wykorzystania grafiki i architektury wnętrz. Maluje także portrety, martwe natury, pejzaże i gobeliny. Prace znajdują się w Połtawskim Muzeum Krajoznawczym oraz w zbiorach NUAU. Mieszka w Połtawie.

## Twórczość
Wnętrza portu lotniczego (1981) i dworca autobusowego (1982) w Połtawie, plakaty - "Balance", "Miasto - Clear Sky" (obie - 1978), "atmosfera jest czysta", "End of the Blitzkrieg (wszystkie - 1982), "jakości pracy Check", "liczba pierwsza - to siać", "zawsze pamiętać" (wszystkie -1985); Still Life - "Kwiaty" (1999), "Żółte tulipany" (2002).